# Bruselas (Huila)
Bruselas es un corregimiento del municipio de Pitalito, en el departamento de Huila, Colombia. Es el centro poblado con más habitantes del departamento, y donde se produce la mayor cantidad de café de Colombia. Se encuentra comunicado con la cabecera municipal por una carretera de 18 km.
De hace varios años existe una propuesta de elevar a Bruselas a categoría de municipio en el departamento de Huila.

## División político-administrativa
Tiene 7 barrios así: Bellavista, Centro, Jardines del Sur, Las Acacias, Las Mercedes, Simón Bolívar y Villa del Rio. 
El corregimiento de Bruselas, se encuentra integrado por su centro poblado y  33 veredas: 
El Cedro, Monte Cristo, Villa Fátima, Cristalina, El Encanto, El Diamante, El Mesón, Holanda, Campo Bello, La Palma, Cabuyal del Cedro, Cabeceras, Cerritos, Guandinosa, Hacienda Bruselas, Bombonal, Miraflores, El Palmito, Porvenir, La Esperanza, El Pencil, El Carmen, Primavera, Esmeralda, Lomitas, Bruselas, Santafé, Las Brisas, Kennedy, Alto de la Cruz, Puerto Lleras y Normandía.

## Geografía
Su altura sobre el nivel del mar se extiende  entre los 1.300 metros en la parte baja, centro poblado,  y los 2.000 metros en las veredas Porvenir, Palmito, Pensil y La Esperanza. La temperatura media es de 20 Cº